# Shirley auf Welle 303
Shirley auf Welle 303 (Originaltitel: Rebecca of Sunnybrook Farm) ist eine US-amerikanische Filmkomödie aus der Welt des Rundfunks. Der 1937 von Allan Dwan inszenierte Streifen hat Shirley Temple in der Hauptrolle. An ihrer Seite ist Randolph Scott zu sehen. Auch wenn sich der Film auf den 1903 erschienenen Kinderbuchklassiker Rebecca of Sunnybrook Farm von Kate Douglas Wiggin beruft, so hat er doch wenig bis gar nichts mit dem Roman zu tun.

## Handlung
Cyrus Bartlett, Hersteller der Haferflockenmarke „Crackly Grain Flakes“, ist wütend auf Radio-Werbemanager Anthony „Tony“ Kent, weil der bislang noch kein Mädchen aufgespürt hat, das als „Little Miss America“ das neue Werbegesicht für sein Cerealienprodukt werden könnte. Dabei hat es bereits eine landesweite Werbung für die angekündigte gleichnamige Rundfunkshow gegeben. Das Problem ist: Bei Probeaufnahmen im Studio fällt ein Kind nach dem anderen durch, keine entspricht den Vorstellungen des Werbechefs. Da singt die kleine Rebecca vor und Kent ist von der Stimme begeistert, die er über den Lautsprecher hört. Auch Mr. Bartlett ist sich sicher, dass man endlich das richtige Mädchen gefunden hat. Tony ruft im Studio an und sagt seinem Assistenten, dem Sänger und Ansager Orville Smithers, Rebecca brauche nicht mehr weiter vorzusingen. Orville, der gerade nur Augen und Ohren für die hübsche Lola Lee hat, versteht dies falsch und glaubt, Rebecca könne nach Hause gehen, sie komme nicht infrage. Sie und ihr Stiefvater Henry „Harry“ Kipper, der auch ihr Manager ist, sitzen nun auf der Straße, da ihre Vermieterin beide hinausgeworfen hat.
Harry bringt daraufhin Rebecca auf die Sunnybrook Farm, die Miranda Wilkins gehört, der Schwester von Rebeccas verstorbener Mutter. Als Tony erfährt, dass Rebecca von Orville weggeschickt wurde, kann er es kaum fassen, aber Orville beruhigt ihn: Er habe die Adressen aller vorsprechenden Mädchen aufgeschrieben. Orville wird nun dazu verdonnert, diese kindliche „Wunderstimme“ wieder zu finden. Tony selbst verlässt vorübergehend die Großstadt, um sich dem drohenden Donnerwetter Cyrus Bartletts zu entziehen, und geht auf seinen eigenen Bauernhof. Auf der Sunnybrook Farm willigt Miranda, die glaubt, dass das Schau- und Unterhaltungsgewerbe das Leben ihrer Schwester ruiniert hat, derweil ein, dass Rebecca bleibt, sie solle sich aber hier nützlich machen. Rebecca liebt das Landleben und jagt ein Ferkel bis zum nächsten Hof nach. Prompt trifft sie dort auf Tony, der den benachbarten Bauernhof besitzt, der wiederum von Homer Busby betrieben wird. Tony holt für Rebecca das Schweinchen, fällt dabei aber in einen Brunnen. Beim Herausklettern freut sich Tony, Rebeccas attraktive Cousine Gwen Warren kennen zu lernen. Miranda, die seit 25 Jahren nicht mehr mit Homer gesprochen hat, weil er sich in der Nacht vor beider geplanter Hochzeit betrunken hatte und sie deshalb stehen ließ, befiehlt Rebecca, fortan auf ihrer Seite des Zauns zu bleiben. 
Rebecca besucht dennoch Tony, und als sie mit ihm isst, kommt Orville hinzu und erzählt, dass er das Mädchen nicht gefunden habe. Tony ruft Bartlett an, der ihn prompt anschreit. Aber während des Telefonats hört Bartlett Rebecca nebenan singen und erkennt, dass sie genau das Mädchen ist, das sie gesucht haben. Tony lässt die Kleine durch das Telefon singen, und Bartlett ist besänftigt. Miranda aber wirft Tony aus dem Haus, als sie erfahren muss, dass er Rebecca für die Sendung nach New York mitnehmen will. Gwen, die Tony mag, schlägt ihm vor, auf seiner Farm eine Mini-Radiostation einzurichten und heimlich aus Tonys Haus eine Gesangsübertragung mit Rebecca vorzubereiten, ohne dass Miranda davon etwas mitbekommt. Tony hilft Rebecca, über eine Leiter heimlich aus ihrem Fenster ins Freie herunterzuklettern. Prompt fällt die Leiter um und macht einen Heidenlärm. Tony kann sich gerade noch in Rebeccas Zimmer verstecken. Der trottelige Homer fällt jedoch von einem Schaukelstuhl und wird dadurch von Miranda entdeckt. Immerhin sprechen die beiden jetzt nach so langer Zeit wieder miteinander. Mirandas Verhalten verändert sich. Anstatt wieder über das Schaugewerbe im Allgemeinen zu schimpfen, fragt Miranda nach, ob Rebecca für ihre Radiotätigkeit auch angemessen bezahlt werde. 
Als Gwen von Orville erfährt, dass die Sängerin Lola Lee, die ihn brüskiert hat, in Tony verliebt ist und glaubt, dass Tony Interesse an ihr hat, zeigt Gwen ihm fortan die kalte Schulter. Rebeccas Gesang wird derweil im Rundfunk übertragen und die Sendung ein voller Erfolg. Doch nun tritt ihr Stiefvater Harry erneut auf den Plan. Er wittert Morgenluft und ein fettes Geschäft mit dem Kind. Mit seiner neuen Frau Melba und einem Rechtsanwalt im Schlepptau, holt er Rebecca von der Sunnybrook Farm ab. Die Kleine soll ab sofort bei der Konkurrenz als „Little Miss Universe“ singen. Den dazugehörigen Vertrag mit Mr. Purvis hat Harry Kipper bereits abgeschlossen. Doch während der Sendung versagt die Stimme des Mädchens. Ein Arzt bestätigt, dass sie zwei Jahre lang wegen Laryngitis ihre Stimme schonen müsse. Purvis zerreißt daraufhin den Vertrag, und Tony zahlt dem Stiefvater und Melba die Vormundschaft über Rebecca für 5000 Dollar ab. Jetzt kann Rebecca wieder auf die Farm zurückkehren. Erst später erfährt Tony, dass das Mädchen mit der Hilfe des Arztes geschwindelt hat. Ihre Stimme ist längst wieder in Ordnung. Am Ende bringt das Mädchen alle zum Strahlen: Mr. Bartlett, Orville mit seiner Flamme Lola, Miranda, die sich mit Homer versöhnt hat, sowie Tony und seine neue Liebe Gwen.

## Produktionsnotizen
Shirley auf Welle 303 entstand zwischen Anfang Oktober und Anfang November 1937 und wurde am 18. März 1938 uraufgeführt. Die deutsche Erstaufführung fand am 15. Juli 1938 statt, die Berliner Premiere war am 26. August 1938 im Tauentzienpalast (Original mit Untertitel) und im U. T. Friedrichstraße (deutsche Sprachfassung).
Raymond Griffith, Ben Silvey und Jack Jungmeyer jr. übernahmen die Produktionsleitung. Joseph LaShelle war zweiter Kameramann. Bernard Herzbrun und Hans O. Peters entwarfen die Filmbauten, Thomas Little gestaltete die Ausstattung, Gwen Wakeling die Kostüme. Arthur Lange übernahm die musikalische Leitung.
Von diesem Film existiert auch eine kolorierte Fassung.

## Wissenswertes
Shirley Temple befand sich zum Zeitpunkt der Dreharbeiten auf dem Höhepunkt ihres Ruhms. In diesem Jahr „kassierte sie mit 307.014 Dollar das siebthöchste Einkommen in den gesamten USA“. Auch in Deutschland und Österreich hatte sie ihren Popularitätsgipfel erreicht. Shirley auf Welle 303 lief 1938 gleich in zwei Wiener Kinos an und wurde mit Werbebotschaften wie „Der Liebling der Welt spielt die lustige Karriere des kleinsten Radiostars Amerikas“ angekündigt.
Der Film verzichtet erstmals auf Shirleys Markenzeichen, die massenhaften kurzen Ringellöckchen, die sonst den gesamten Kopf bedeckten. 

## Musik
Folgende Lieder sind zu hören:
- An Old Straw Hat und You’ve Gotta Eat Your Spinach Baby, Musik und Text von Mack Gordon und Harry Revel
- Alone with You, Happy Ending und Crackly Grain Flakes, Musik von Lew Pollack, Text von Sidney D. Mitchell
- Come and Get Your Happiness, Musik von Samuel Pokrass, Text von Jack Yellen

Es spielt Raymond Scott and His Quintet. 

## Synchronisation
| Rolle                                | Darsteller     | Synchronsprecher      |
| ------------------------------------ | -------------- | --------------------- |
| Rebecca (dt. Vers. Camilla) Winstead | Shirley Temple | Carmen Lahrmann       |
| Anthony „Tony“ Kent                  | Randolph Scott | Siegfried Schürenberg |
| Orville Smithers                     | Jack Haley     | Harry Giese           |

## Kritiken
„Passenderer Titel wäre „Rebecca of Radio City“ … Eine schwache Geschichte, indifferent inszeniert und dargestellt.“

Der Movie & Video Guide befand: „Gekünsteltes, aber unterhaltsames Temple-Vehikel mit todsicheren Elementen aus früheren Filmen …“.
Halliwell’s Film Guide meinte: „Nicht mehr wieder erkennbare Aufpolierung einer berühmten Geschichte wurde zu einem sehr dünnen Star-Vehikel.“